# Кейтнесс, Кейт

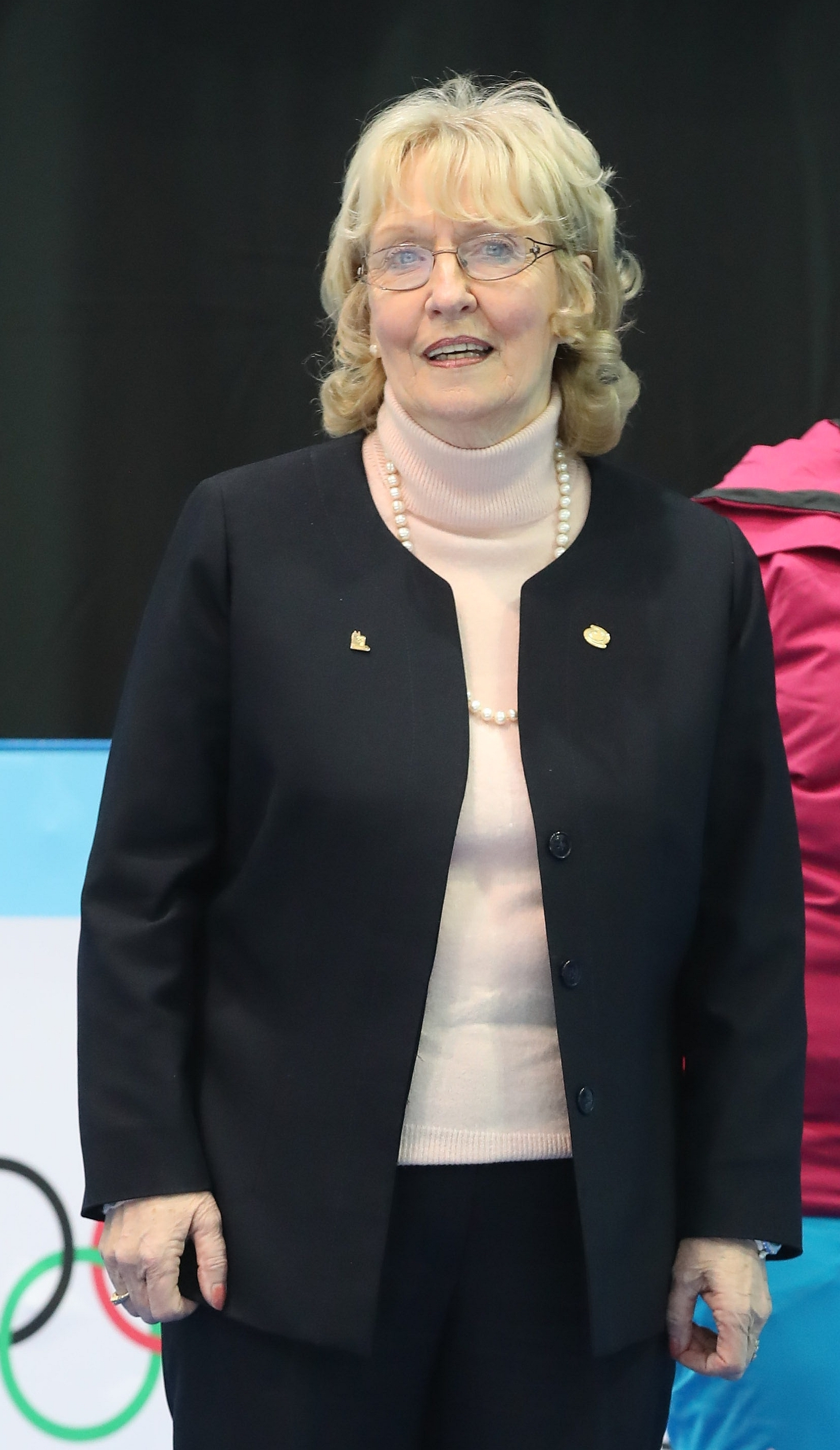
Кейт Ке́йтнесс, 2020

Кейт Ке́йтнесс (англ. Kate Caithness) — бывшая шотландская кёрлингистка, затем спортивный функционер. С 2010 по 2022 годы — президент Всемирной федерации кёрлинга. Офицер ордена Британской империи (OBE).

## Карьера
Кейт Кейтнесс начала заниматься кёрлингом в 1980-е, играла в турнирах Шотландии и Великобритании за команды главного кёрлинг-клуба Шотландии (одновременно являющегося и федерацией кёрлинга Шотландии, организацией, управляющей развитием шотландского кёрлинга) «Королевский шотландский клуб кёрлинга» (англ. Royal Caledonian Curling Club).
В середине 1990-х, закончив с карьерой спортсмена, перешла в органы управления кёрлингом. В 1997—1998 была президентом отделения женского кёрлинга в составе шотландской Федерации. Затем с 2000 стала представителем Шотландии во Всемирной федерации кёрлинга (ВФК). Работая в ВФК, Кейтнесс, в частности, популяризировала кёрлинг на колясках, в результате чего он стал паралимпийским видом спорта, впервые представленным на зимних Паралимпийских играх 2006 года в Турине.
Одновременно с работой в ВФК в 2005—2009 Кейт Кейтнесс работала в Управляющем комитете Спортивного совета (англ. Sports Council Management Committee) Международного паралимпийского комитета, в 2006—2009 — в составе самого Международного паралимпийского комитета.
В 2006 была избрана вице-президентом Всемирной федерации кёрлинга. Отработав два двухлетних срока на посту вице-президента, в 2010 была избрана президентом ВФК, став не только первой женщиной президентом этой международной федерации, но и первой женщиной президентом какой-либо из международных федераций олимпийских зимних видов спорта. Была переизбрана на пост президента ВФК в 2014, а затем в 2016. Последний срок президентства завершила в 2022, на 11-й Генеральной Ассамблее ВФК в сентябре 2022 на смену ей президентом был избран представитель США в ВФК Бо Уэллинг (англ. Beau Welling).
29 декабря 2012 была награждена титулом офицера ордена Британской империи (англ. Officer of the Most Excellent Order of the British Empire, OBE) за работу по развитию кёрлинга и международного спорта для людей с ограниченными возможностями. Орден был вручен ей королевой Великобритании Елизаветой II на церемонии в шотландском Эдинбурге.
В 2023 введена в Международный зал славы кёрлинга Всемирной федерации кёрлинга.

## Частная жизнь
Замужем. Двое детей. В 2008 году стала бабушкой. Свободное время делит между семьёй и, когда представляется возможность, игрой в кёрлинг и гольф в клубе недалеко от её дома.